# 長吉六反
長吉六反（ながよしろくたん）は、大阪府大阪市平野区にある町名。現行行政地名は長吉六反一丁目から長吉六反五丁目。

## 地理
平野区の南東部に位置し、北西に長吉出戸、南西に長吉長原東、他は八尾市と接している。

### 河川
- 空港放水路

## 歴史

### 沿革
1974年（昭和49年）、大阪市東住吉区長吉六反町・長吉出戸町の各一部より、平野区長吉六反1 - 5丁目成立。

## 世帯数と人口
2024年（令和6年）9月30日現在（大阪市発表）の世帯数と人口は以下の通りである。
| 丁目           | 世帯数    | 人口    |
| -------------- | --------- | ------- |
| 長吉六反一丁目 | 805世帯   | 1,520人 |
| 長吉六反二丁目 | 749世帯   | 1,417人 |
| 長吉六反三丁目 | 1,231世帯 | 2,359人 |
| 長吉六反四丁目 | 971世帯   | 1,679人 |
| 長吉六反五丁目 | 654世帯   | 1,044人 |
| 計             | 4,410世帯 | 8,019人 |

### 人口の変遷
国勢調査による人口の推移。
| 1995年（平成7年）  | 10,815人 | [ 6 ]  |  |
| 2000年（平成12年） | 9,312人  | [ 7 ]  |  |
| 2005年（平成17年） | 9,749人  | [ 8 ]  |  |
| 2010年（平成22年） | 9,238人  | [ 9 ]  |  |
| 2015年（平成27年） | 8,855人  | [ 10 ] |  |
| 2020年（令和2年）  | 8,510人  | [ 11 ] |  |

### 世帯数の変遷
国勢調査による世帯数の推移。
| 1995年（平成7年）  | 4,068世帯 | [ 6 ]  |  |
| 2000年（平成12年） | 3,704世帯 | [ 7 ]  |  |
| 2005年（平成17年） | 4,157世帯 | [ 8 ]  |  |
| 2010年（平成22年） | 4,073世帯 | [ 9 ]  |  |
| 2015年（平成27年） | 4,115世帯 | [ 10 ] |  |
| 2020年（令和2年）  | 4,178世帯 | [ 11 ] |  |

## 学区
市立小・中学校に通う場合、学区は以下の通りとなる。なお、小学校・中学校入学時に学校選択制度を導入しており、通学区域以外に通学区域に隣接している小学校・平野区内にある中学校から選択することも可能。
| 丁目           | 番                               | 小学校               | 中学校                 |
| -------------- | -------------------------------- | -------------------- | ---------------------- |
| 長吉六反一丁目 | 全域                             | 大阪市立長吉東小学校 | 大阪市立長吉六反中学校 |
| 長吉六反二丁目 | 1～3番 6～13番                   | 大阪市立長吉東小学校 | 大阪市立長吉六反中学校 |
| 長吉六反二丁目 | 4～5番                           | 大阪市立長吉南小学校 | 大阪市立長吉中学校     |
| 長吉六反三丁目 | 1～4番 7～11番 14〜15番 20〜21番 | 大阪市立長吉南小学校 | 大阪市立長吉中学校     |
| 長吉六反三丁目 | 5～6番 16～19番                  | 大阪市立長吉東小学校 | 大阪市立長吉六反中学校 |
| 長吉六反四丁目 | 全域                             | 大阪市立長吉東小学校 | 大阪市立長吉六反中学校 |
| 長吉六反五丁目 | 全域                             | 大阪市立長吉東小学校 | 大阪市立長吉六反中学校 |

## 事業所
2021年（令和3年）現在の経済センサス調査による事業所数と従業員数は以下の通りである。
| 丁目           | 事業所数  | 従業員数 |
| -------------- | --------- | -------- |
| 長吉六反一丁目 | 51事業所  | 538人    |
| 長吉六反二丁目 | 90事業所  | 656人    |
| 長吉六反三丁目 | 82事業所  | 430人    |
| 長吉六反四丁目 | 58事業所  | 531人    |
| 長吉六反五丁目 | 23事業所  | 107人    |
| 計             | 304事業所 | 2,262人  |

## 交通

### バス
2020年4月現在
括弧内は矢印の方向の時のみ停車するバス停
- 大阪シティバス[15]
  - 61A・61B号系統：六反西口 - 六反南口 -（長吉六反三丁目 →）- 六反東住宅前 -（← 六反東公園）- 長吉六反 - 六反北口 - 六反一丁目

### 道路
- 大阪府道179号住吉八尾線

## 施設
- 大阪市立長吉六反中学校
- 大阪市立長吉南小学校
- 平野警察署 長吉六反交番
- 大阪市立六反幼稚園[16]
- 大阪市立クラフトパーク[17]
- 平野六反郵便局[18]
- 六反ざくろ公園
- 六反赤坂公園
- 六反西公園
- 六反南公園
- 六反東公園

## その他

### 日本郵便
- 〒547-0012[3]（集配局：平野郵便局[19]）